# 관산중학교
관산중학교(冠山中學校)는 대한민국 경기도 안산시 단원구 원곡동에 있는 공립 중학교이다.

## 학교 연혁
- 1985년 1월 21일 : 6학급 인가
- 1985년 3월 1일 : 초대 김선오 교장 취임
- 1985년 3월 5일 : 신입생 6학급 416명 입학
- 1988년 2월 5일 : 제1회 482명 졸업
- 2021년 1월 12일 : 제34회 졸업식 (116명) 누계 11,815명
- 2024년 1월 9일 : 제37회 졸업(102명)
- 2024년 3월 1일 : 제16대 지종문 교장 취임
- 2024년 3월 4일 : 신입생 4학급(67명) 입학

## 참고 자료
- 관산중학교 - 한국교육학술정보원 학교알리미